# 성적 폭행

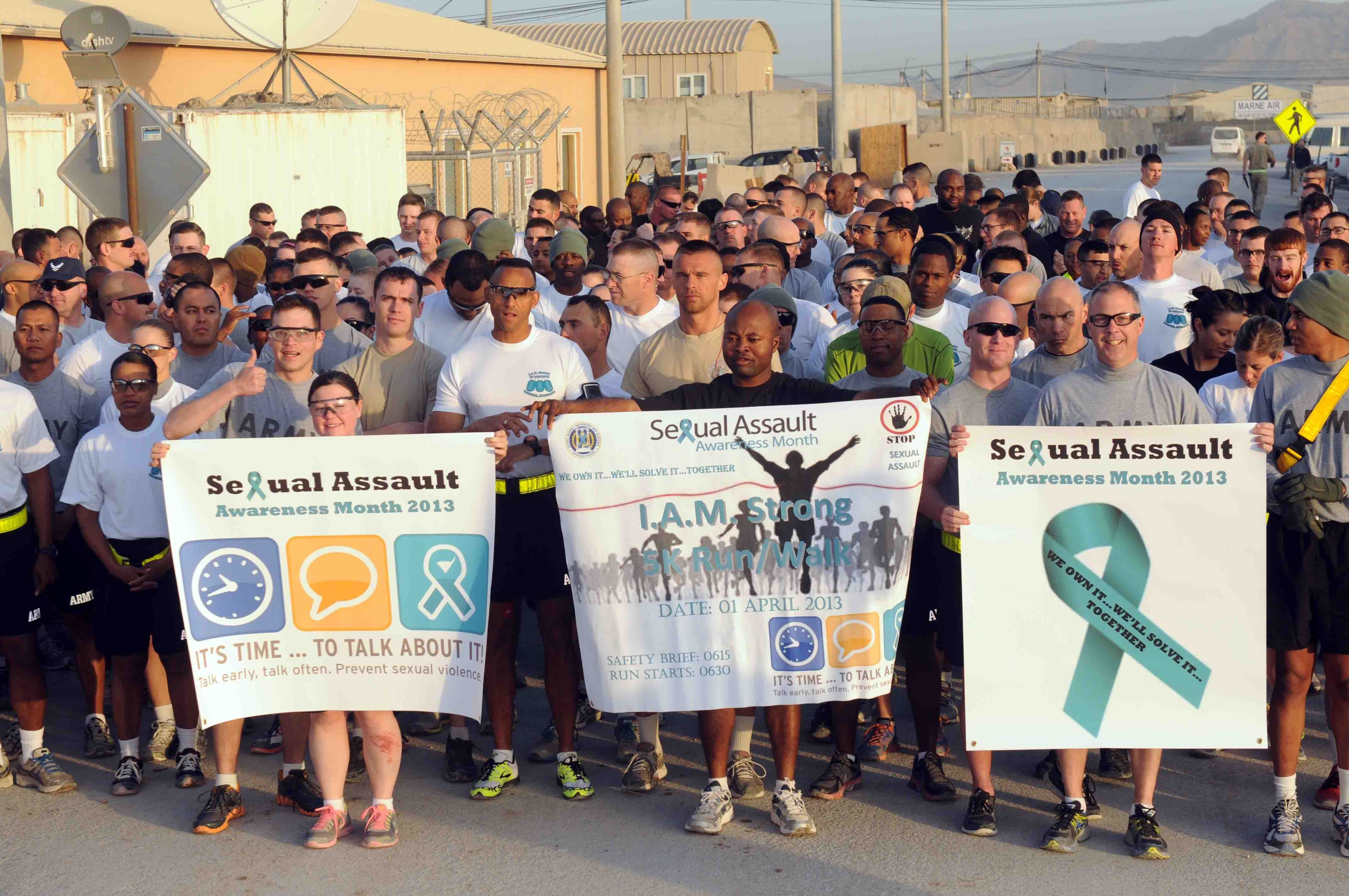

성폭행(性暴行, 영어: sexual assault)은 자발적 동의없이 이루어진 성적인 신체 접촉이다. 강간에 비하면 성적 폭행은 훨씬 넓은 개념을 포함한다.

## 같이 보기
- 성폭행 증거수집 키트
- 집단 성폭행
- 강간
- 성폭력
- 강제추행
- 구타